# 1978-as magyar asztalitenisz-bajnokság
Az 1978-as magyar asztalitenisz-bajnokság a hatvanegyedik magyar bajnokság volt. A bajnokságot február 3. és 5. között rendezték meg Szegeden, a Városi Sportcsarnokban.

## Eredmények
| Versenyszám  | Arany                                                               | Arany | Ezüst                                                  | Ezüst | Bronz | Bronz |
| ------------ | ------------------------------------------------------------------- | ----- | ------------------------------------------------------ | ----- | --- | ----- |
| Férfi egyéni | Jónyer István Bp. Spartacus                                         |       | Klampár Tibor Bp. Spartacus                            |       | Takács János BVSCGergely Gábor BVSC |       |
| Női egyéni   | Oláh Zsuzsa Statisztika Petőfi SC                                   |       | Szabó Gabriella Statisztika Petőfi SC                  |       | Kisházi Beatrix Statisztika Petőfi SCMagos Judit Statisztika Petőfi SC                                                                    |       |
| Férfi páros  | Klampár Tibor, Jónyer István Bp. Spartacus                          |       | Gergely Gábor, Takács János BVSC                       |       | Kocsis Gyula, Gréczi Károly Bp. Spartacus, Ganz-MÁVAG VSEGuttmann Gyula, Kocsis Ödön VM Közért, Ganz-MÁVAG VSE                            |       |
| Női páros    | Csík Márta, Oláh Zsuzsa 31. sz. Építők, Statisztika Petőfi SC       |       | Gárdos Péterné, Ruzsenszky Zsuzsa 31. sz. Építők, BSE  |       | Magos Judit, Szabó Gabriella Statisztika Petőfi SCSzeiler Valéria, Lukács Irén Bp. Spartacus                                              |       |
| Vegyes páros | Klampár Tibor, Szabó Gabriella Bp. Spartacus, Statisztika Petőfi SC |       | Gergely Gábor, Magos Judit BVSC, Statisztika Petőfi SC |       | Kreisz Tibor, Kisházi Beatrix Honvéd Kilián KFSE, Statisztika Petőfi SCMolnár János, Balogh Ilona Honvéd Kilián KFSE, Tolnai Vörös Lobogó |       |